# Untersberg
Der Untersberg ist als nördlichstes Massiv der Berchtesgadener Alpen eine markante Landmarke am Alpenrand. Er liegt in den Ländern Bayern (Deutschland) und Salzburg (Österreich). Bei einem sonst ausgeprägten Gipfelplateau verfügt das etwa 70 km² große Massiv über die Hauptgipfel Berchtesgadener Hochthron (1972 m ü. NHN) und Salzburger Hochthron (1853 m ü. A.).
Innerhalb des Massivs befinden sich zahlreiche Höhlen, darunter die als Schauhöhle erschlossene Schellenberger Eishöhle und die Riesending-Schachthöhle, die mit mindestens 20,3 km die längste und mit über 1149 m die tiefste Höhle in Deutschland ist. Dieser Höhlenreichtum ist Ausgangspunkt für zahlreiche Sagen und Mythen, die sich um den Untersberg ranken.

## Geographie

### Lage
Der Untersberg liegt zwischen Berchtesgaden im Süden und Salzburg im Nordnordosten und erhebt sich mit seiner Nordflanke direkt aus dem randalpinen Salzburger Becken mit einer freien Profilhöhe von über 1400 Metern. Er ist durch die Talungen Berchtesgadens vom Dürrnberg-Zug über Hallein und dem Göllstock im Südosten, der weiten inneralpinen „Beckenlandschaft“ des Berchtesgadener Kessels bzw. der geomorphologischen Einheit Berchtesgadener Talkessel mit dem Watzmannstock im Süden und dem Lattengebirge im Südwesten getrennt, im Nordwesten erhebt sich, durch das Reichenhaller Becken getrennt, der Hochstaufen.
Rund zwei Drittel seines Gebiets liegen in Bayern, die Staatsgrenze zu Österreich läuft durch den nördlichen Teil über die Gipfel der Hauptkette von Hirschangerkopf, Ochsenkopf, Mitterberg und Salzburger Hochthron. Die Ostkante des Plateaus bilden von Nord nach Süd das Rauheck, der Gamsalpkopf und der Berchtesgadener Hochthron, der mit 1972 m höchsten Erhebung des Untersbergs. Der nach Norden hin sichtbare Gipfel ist der Vorgipfel des Salzburger Hochthrons, das Geiereck. Nordostwärts bricht das Plateau in das Hochtal Rositten ab, vorgelagert ist der Kammzug der Leonhardspitze gegen Grödig.
In seiner südöstlichen Nebengipfelgruppe hat der Untersberg einige Vorberge wie Nierntalkopf, Raunenköpfe, Kneifelspitze, Kiliansberg, Gschirrkopf, Eckberg und Hochzinken.

### Gipfel

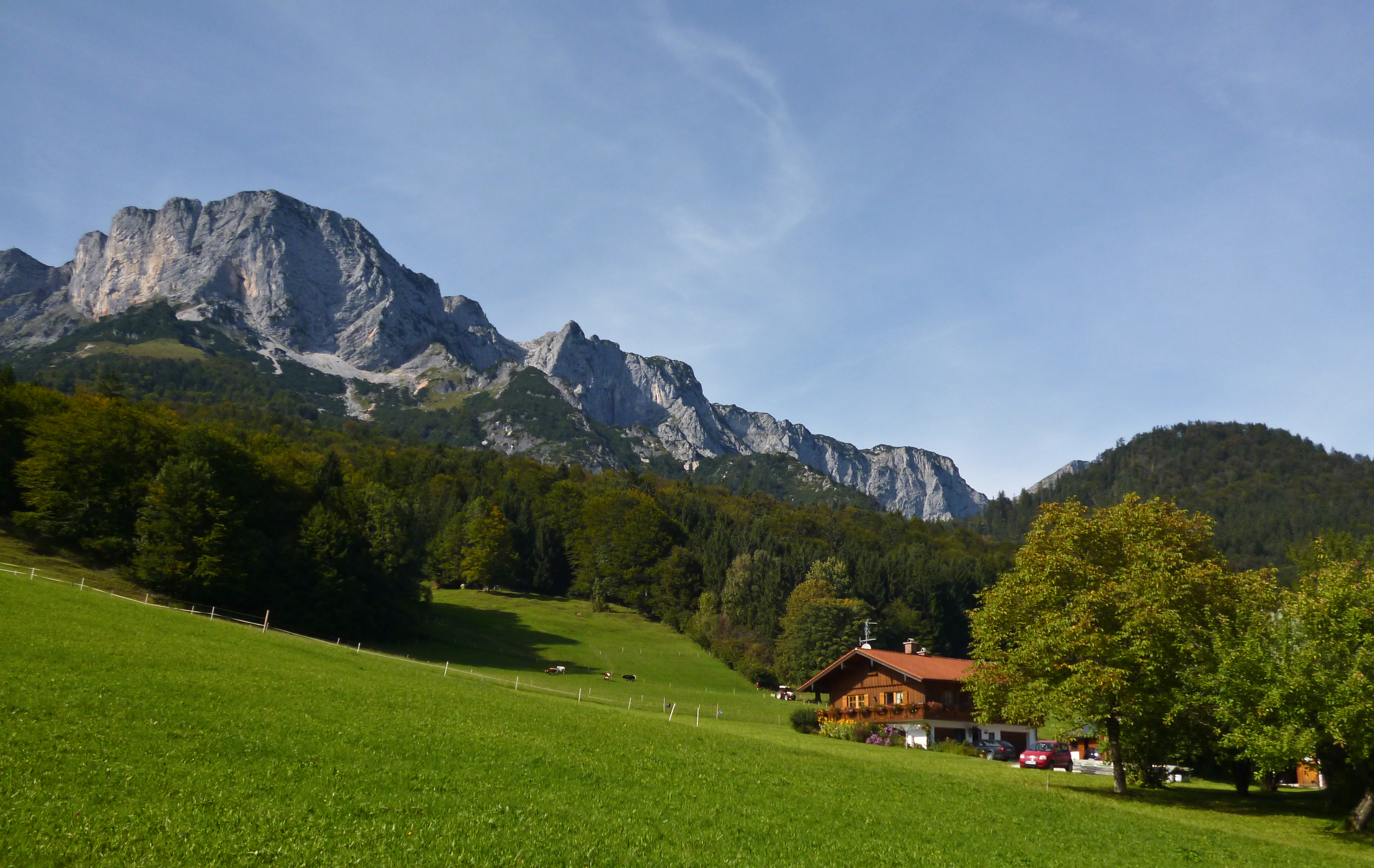
Die Ostseite der Untersberghauptkette mit dem Berchtesgadener Hochthron (links), gesehen von Unter-Ettenberg aus

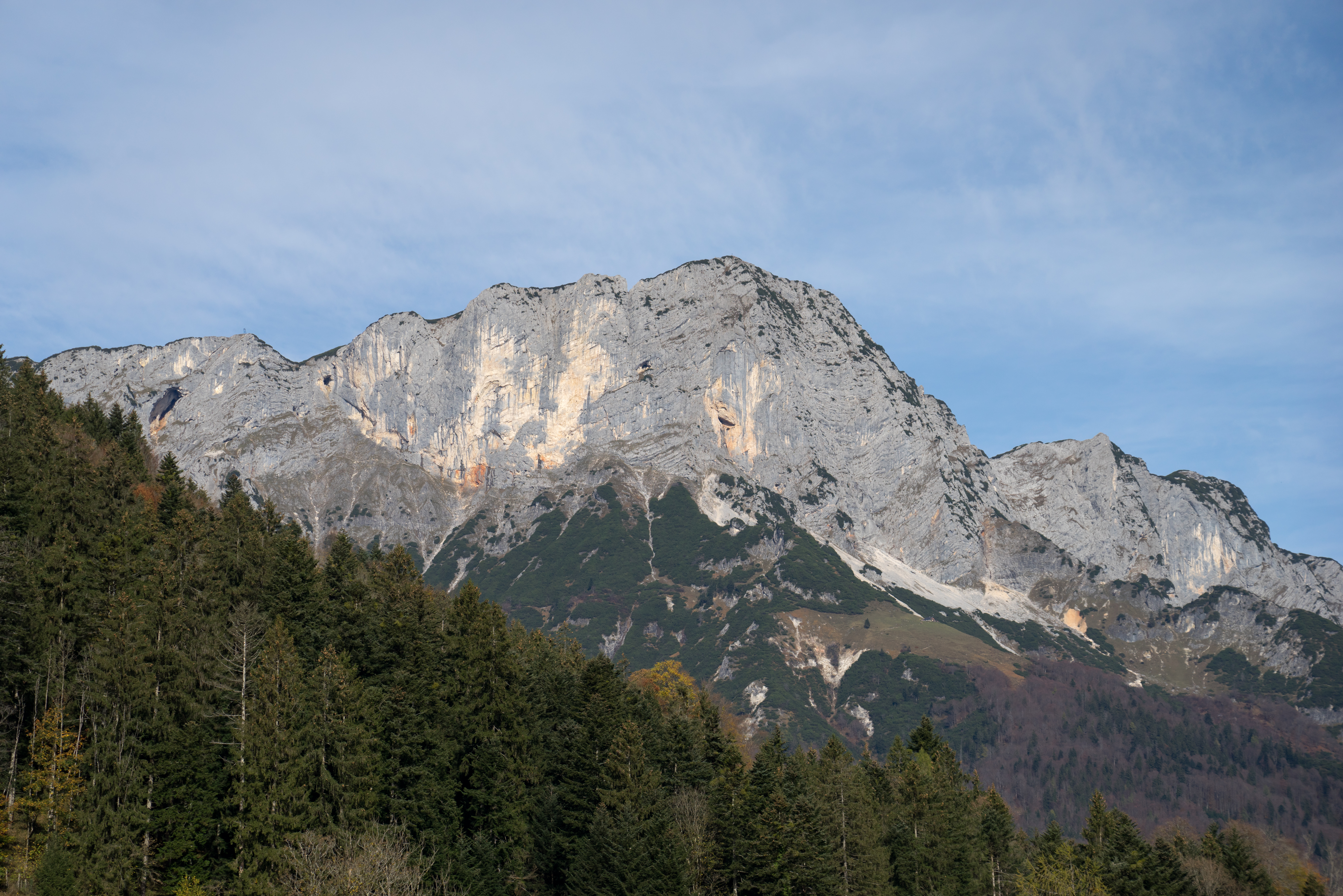
Blick von Maria Gern zum Berchtesgadener Hochthron

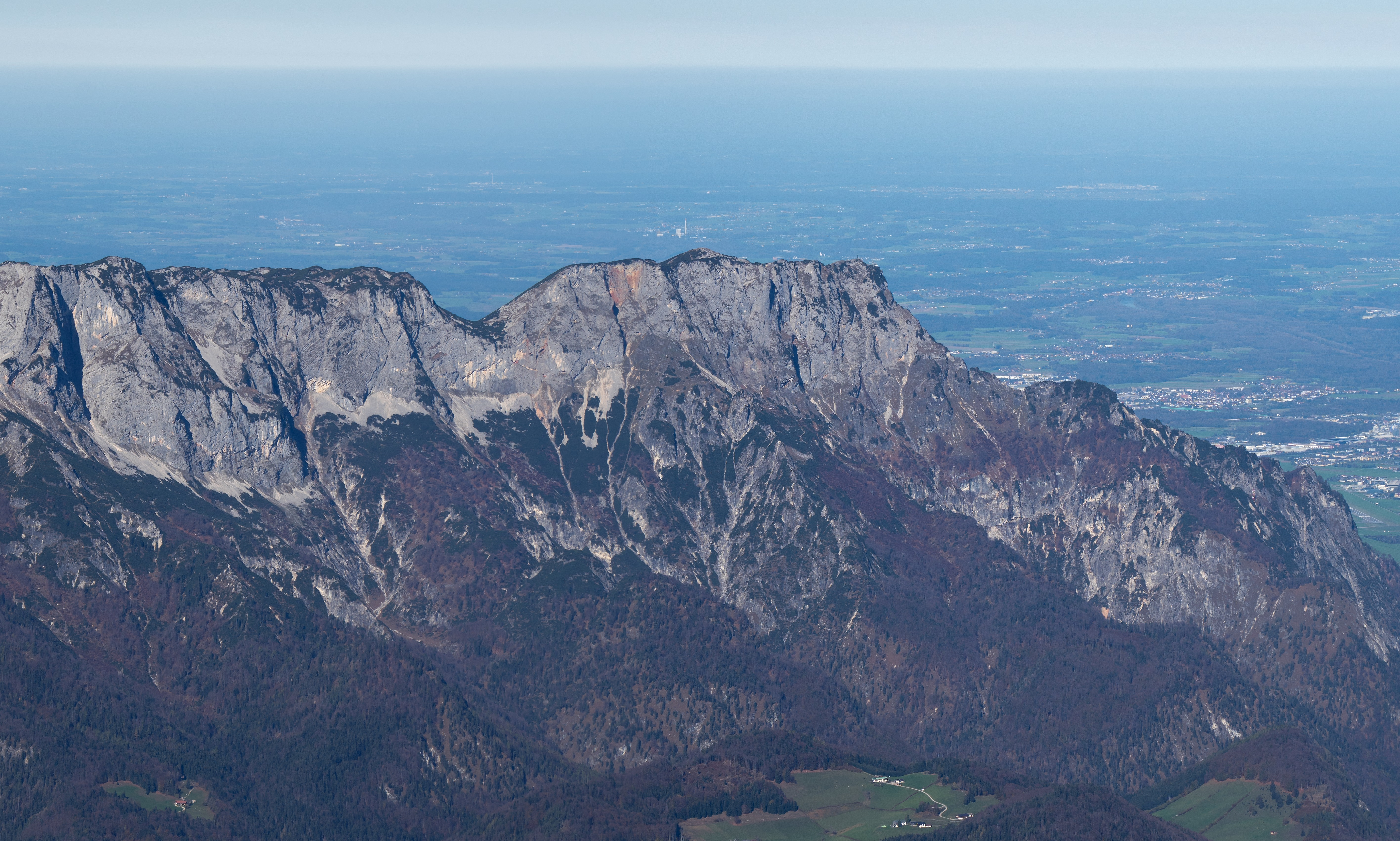
Blick vom Hohen Göll zum Salzburger Hochthron zwischen Mittagsscharte und Geiereck

Zu den Gipfeln (Höhenangabe des höchsten Gipfels ist fett gedruckt) mit Nebengipfeln des Untersbergs und seinen Ausläufern gehören (dabei ist die Bergkette/-gruppe jeweils etwa in Nordost-Südwest-Richtung betrachtet) – mit Höhe in Meter (m) über Normalhöhennull (NHN) für das deutsche Land Bayern und Meter über Adria für das österreichische Land Salzburg sowie mit Himmelsrichtungen:
| - Westliche Hauptkette (etwa zwischen Grödig und Bischofswiesen): - Geiereck (1806 m) - Leonhardspitze (O; 1132 m) - Gemainberg (NNO; 995 m) - Kienbergkopf (OSO; 998 m) - Salzburger Hochthron (1853 m) - Großer Heubergkopf (S; 1836 m) - Kleiner Heubergkopf (SO; 1508 m) - Rauheck (1846 m) - Halskopf (O; 1198 m) - Mitterberg (W; 1840 m) - Ochsenkopf (W; 1780 m) - Hirschangerkopf (W; 1768 m) - Achenkopf (S; 1577 m) - Stuhlwand (Felswand; 1891 m) - Berchtesgadener Hochthron (1972 m) - Gamsalpkopf (N; 1886 m) - Gemeiner Feuerbichl (WSW; 1562 m) - Nierntalkopf (SW; 1135 m) - Bannkopf (SSW; 1658,6 m) - Rauhe Köpfe (SSO) - Großer Rauher Kopf (auf manchen Karten Raunerkopf) (1604 m) - Kleiner Rauher Kopf (1518 m) | - Südöstliche Nebengipfelgruppe (etwa zwischen Grödig und Berchtesgaden): - Hochzinken (923,4 m) - Eckberg (1012 m) - Ochsenberg (980 m) - Kneifelspitze (1188,7 m) - Kiliansberg (SO; 960 m) - Gschirrkopf (1030 m) |

## Geologie und Geomorphologie
Der Untersberg besteht zu großen Teilen aus Kalkstein und stellt sich als Erosionsscholle des gebankten Dachsteinkalks über einer Basis aus Ramsaudolomit dar.
In Steinbrüchen an der Nordseite des Berges wird der Untersberger Marmor abgebaut. Der witterungsbeständige, beige bis rötlich gefärbte Stein wird seit der Römerzeit europaweit als polierter Baustein und für Steinplastiken genutzt. Außerdem gibt es ein kleines Bauxitvorkommen am Thomas-Eder-Steig, gut zu erkennen an der rötlichen Färbung.
Durch die Verkarstung des Kalksteins existieren im Untersberg zahlreiche Höhlen, mehr als 400 sind bisher bekannt. Zu den bekanntesten unter ihnen zählen die Schellenberger Eishöhle und die 1845 entdeckte Kolowratshöhle am Dopplersteig, mit einem 300 m hohen Eingangsdom und Eingang in das bisher als Hauptsystem angenommene Kolowrat-Gamslöcher-System. Auch die nach aktueller Kenntnis (Stand Oktober 2022) tiefste (−1149 m) und längste (mindestens 23,8 km) Höhle Deutschlands, die erst 1996 entdeckte Riesending-Schachthöhle, liegt im Untersberg. Diese ist „mit ihrer Anlage an Störungen und ihrem Stockwerksbau ein Musterbeispiel für die Höhlenentstehung in den Nördlichen Kalkalpen.“ Es wird angenommen, dass diese Höhlen ebenso wie die 12,6 km langen Windlöcher über die Fürstenbrunner Quellhöhle entwässern und möglicherweise ein mindestens 70 Kilometer langes Gesamtsystem bilden.

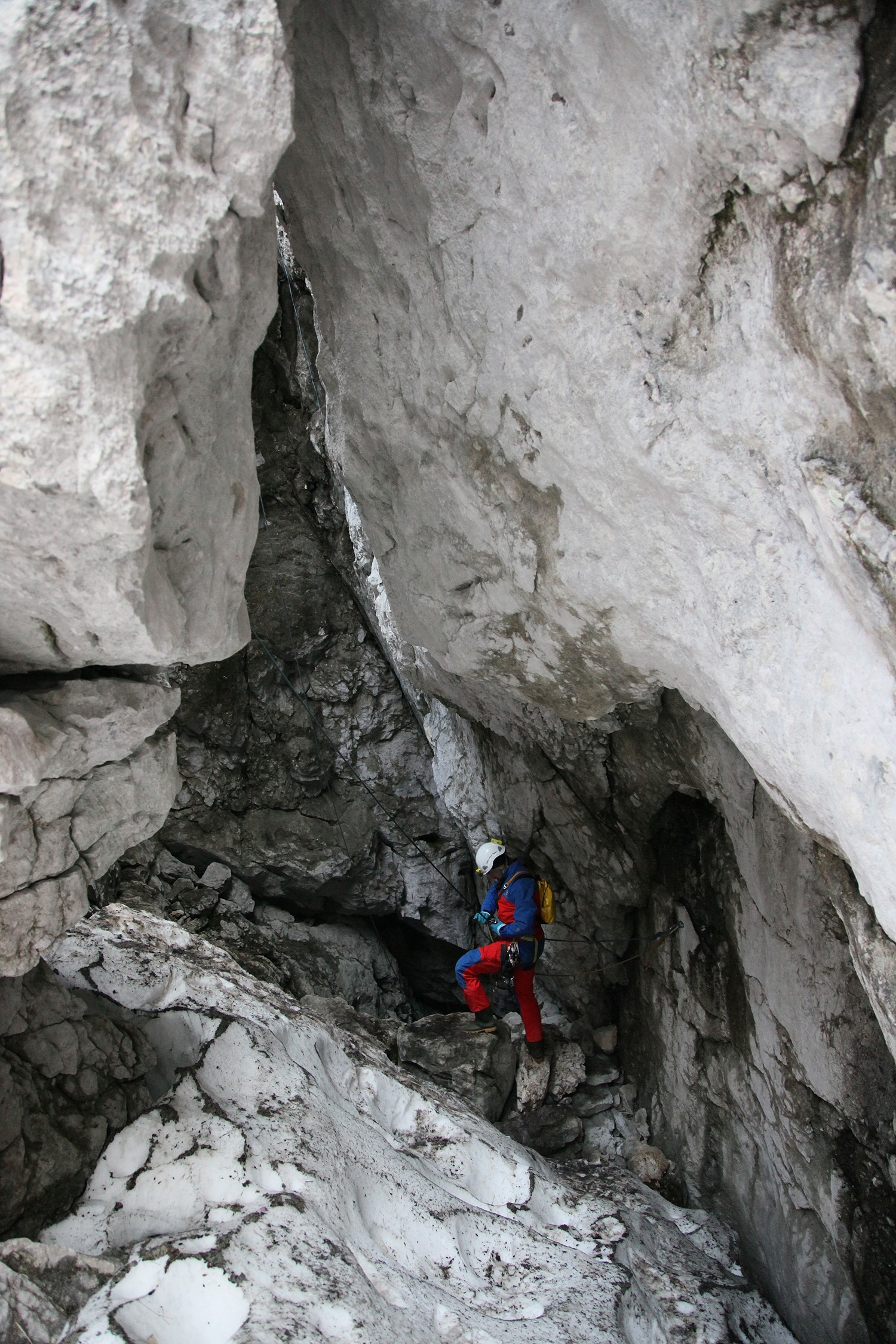
Eingangsbereich der Riesending-Schachthöhle
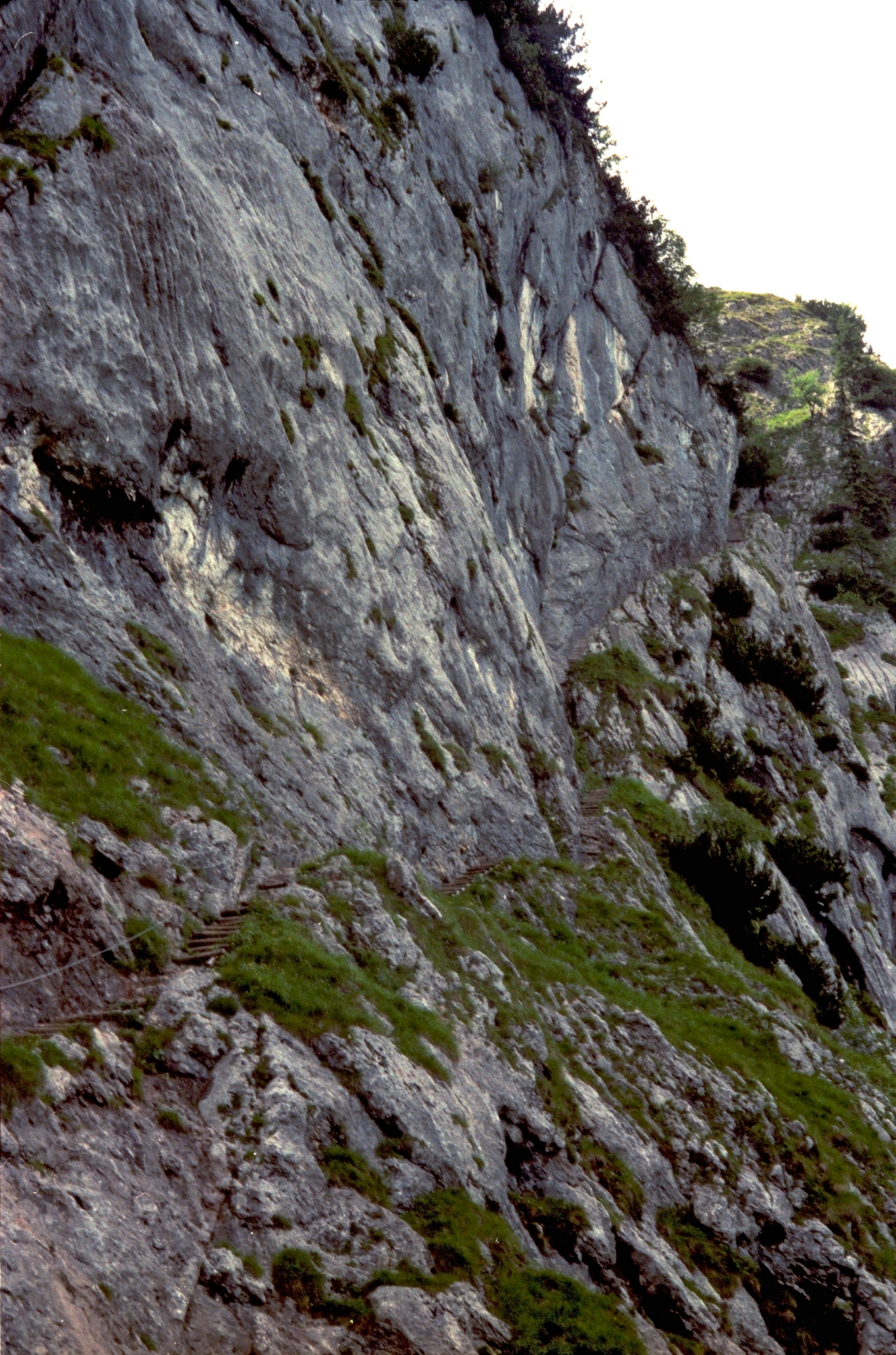
Oberer Dopplersteig[11] (nach Abzweigung von Weg 462), Passage unterhalb des Zeppezauerhauses

Eine ausführliche Dokumentation des ober- und unterirdischen Karstformenschatzes entstand durch die Arbeiten von Harald Haseke-Knapczyk, in der nicht nur die geologischen und hydrogeologischen Zusammenhänge mit Markierungsversuchen festgestellt wurden, sondern auch eine geomorphologische Dokumentation und Detailkartierung im Maßstab 1:10.000 des gesamten Untersbergmassivs entstand. Auf dieser Karte im Format DIN A1 sind die neotektonischen Brüche, Zerrspalten und Wandabbrüche, der oberirdische Karstformenschatz (Karren, Dolinen, Uvalas), der unterirdische Karstformenschatz (Schächte und Höhleneingänge), die glazialen Formen (z. B. Rundhöcker, Moränen) und die Erosios- und Denudationsformen (Talformen, Terrassen, Bergstürze) detailliert dargestellt. Diese Arbeit entstand im Rahmen des Österreichischen Man-and-Biosphere-6-Projektes „Karstdynamik der Salzburger Kalkalpen“ unter der Leitung des Höhlenforschers Hubert Trimmel.

## Name
Der Untersberg erhielt seinen Namen wahrscheinlich von der Salzburger Seite, worauf auch die Ersterwähnung hindeutet:
Erste Hinweise auf den Namen „Untersberg“ finden sich in einer Urkunde des Salzburger Erzbischofs Konrad IV. von Salzburg vom 28. Juni 1306, in der er als Vndarnsperch genannt wird. Das Wort Untarn oder Untern ist im bairischen Dialekt ein Ausdruck für die Mittagszeit, auch für das Mittagessen oder gelegentlich für die Mahlzeit am Nachmittag (Daher auch der „Unternschlaf“). Das germanische Wort untern „Zwischenzeit“ ist aber auch in der Bedeutung der Vormittagsjause bekannt, daher kommt auch der ganze Rupertiwinkel als Herkunft in Betracht. Er ist damit jedenfalls wahrscheinlich einer der zahlreichen „Mittagsberge“.

## Forstnutzung und Naturschutz
Der bayerische Teil des Untersbergs befindet sich im Biosphärenreservat Berchtesgadener Land, wo das Gebiet zur Entwicklungszone gehört (Kernzone ist der Nationalpark im Süden).
Das auf österreichischer Seite gelegene Gebiet des Untersbergs wurde 1981 größtenteils unter Landschaftsschutz und Pflanzenschutz nach dem Salzburger Naturschutzgesetz gestellt (Landschafts- und Pflanzenschutzgebiet Untersberg, LSG 51,
PSG 1, 4.416,00 ha), darin eingebettet der kleine Naturpark Untersberg (NAP 1) entlang des Zwinkbachs (zum Kohlgraben nach Marzoll).
An der Saalach grenzt das Europa- und Landschaftsschutzgebiet Untersberg-Vorland (FFH AT3227000/ESG 17, LSG 63) an, in Salzburg das Landschaftsschutzgebiet Leopoldskroner Moos (LSG 47).
Damit liegt der Untersberg in einem grenzüberschreitenden Schutzgebietskomplex, der sich von Laufen/Oberndorf bis in Pongau und Pinzgau erstreckt.
An den Wänden des Untersbergmassivs hat sich eine kleine Gänsegeierkolonie angesiedelt, die sich aus Zooflüchtlingen des Salzburger Zoos gebildet hat.
Eine zur Bergung von großflächigem Windfall nach schweren Winterstürmen (Kyrill Anfang 2007) errichtete Forststraße an der Nordabdachung ist zwischen den österreichischen Behörden und den Vertretern einer regionalen Bürgerinitiative heftig umstritten. Aufgrund der Dimension dieser Straße wird sie abwertend auch „Forstautobahn“ genannt. Die Salzburger Behörde und der Waldbesitzer Maximilian Mayr-Melnhof verwiesen auf die Gefahr durch Borkenkäferbefall. Vertreter des Naturschutzes kritisieren das Ausmaß des Eingriffs, die Dimensionierung der Straße im Landschaftsschutzgebiet und das Unterlassen der Prüfung alternativer Bringungsmethoden für das Holz (Seilbahnbringung, Helikopter). Die Kritiker mahnten die Einhaltung der Alpenkonvention ein. Die Orkane Paula und Emma (2008) trafen den Salzburger Raum weniger schlimm.

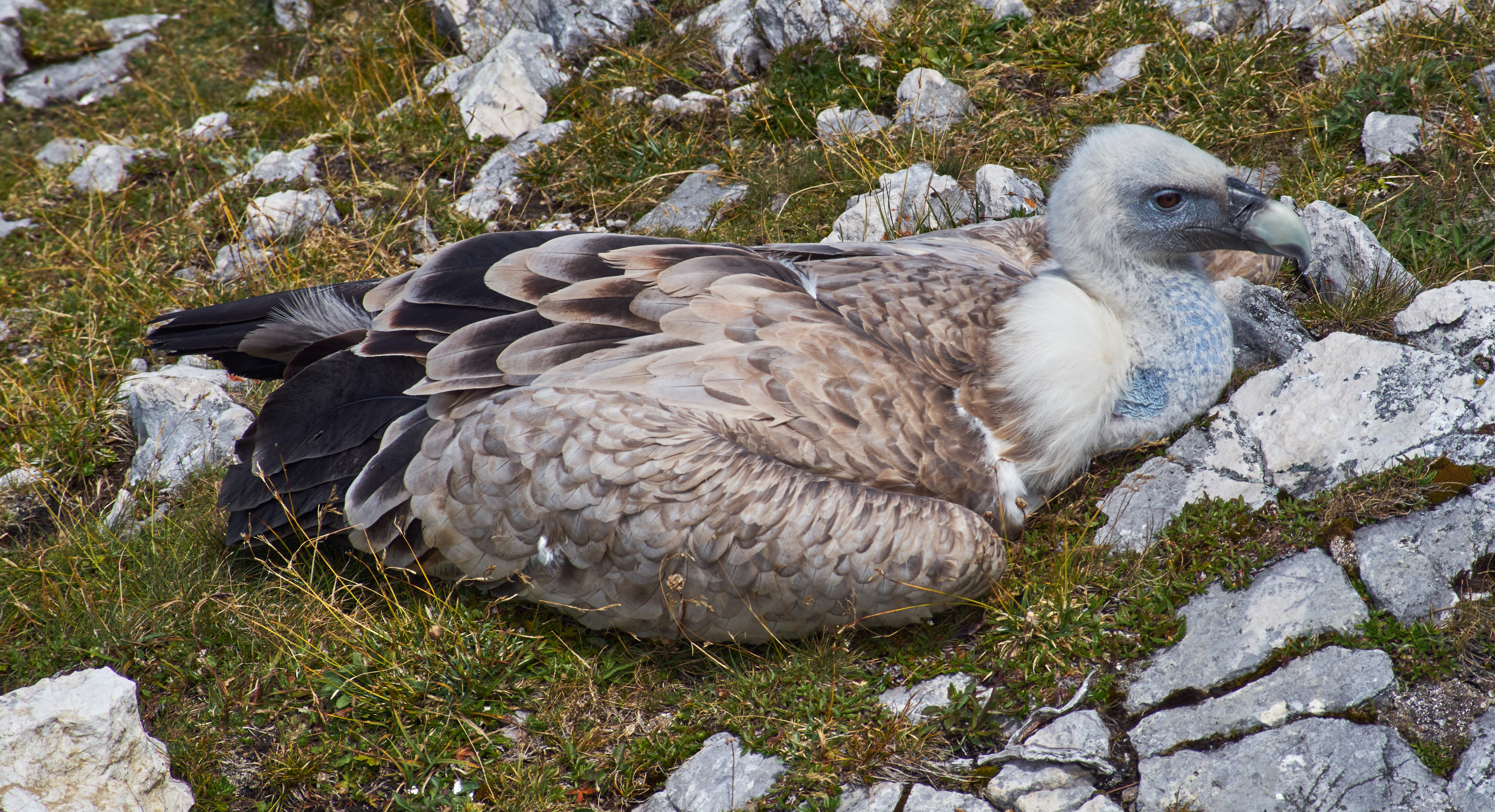
Gänsegeier am Gipfel des Berchtesgadener Hochthrons
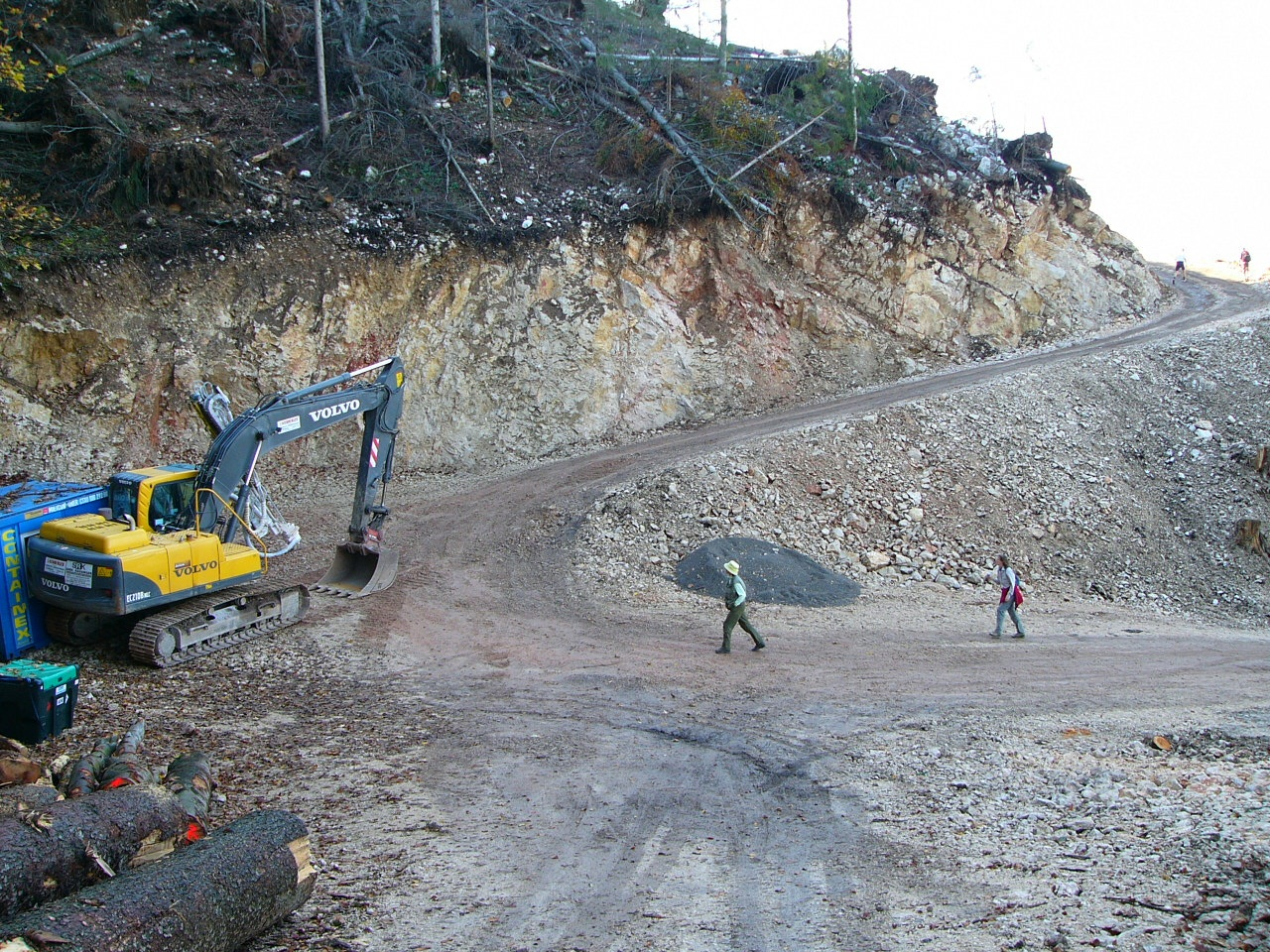
Forststraßenbau im Landschaftsschutzgebiet Untersberg bei Fürstenbrunn, Oktober 2007

## Erschließung und Sehenswürdigkeiten

### Wandern und Bergsteigen

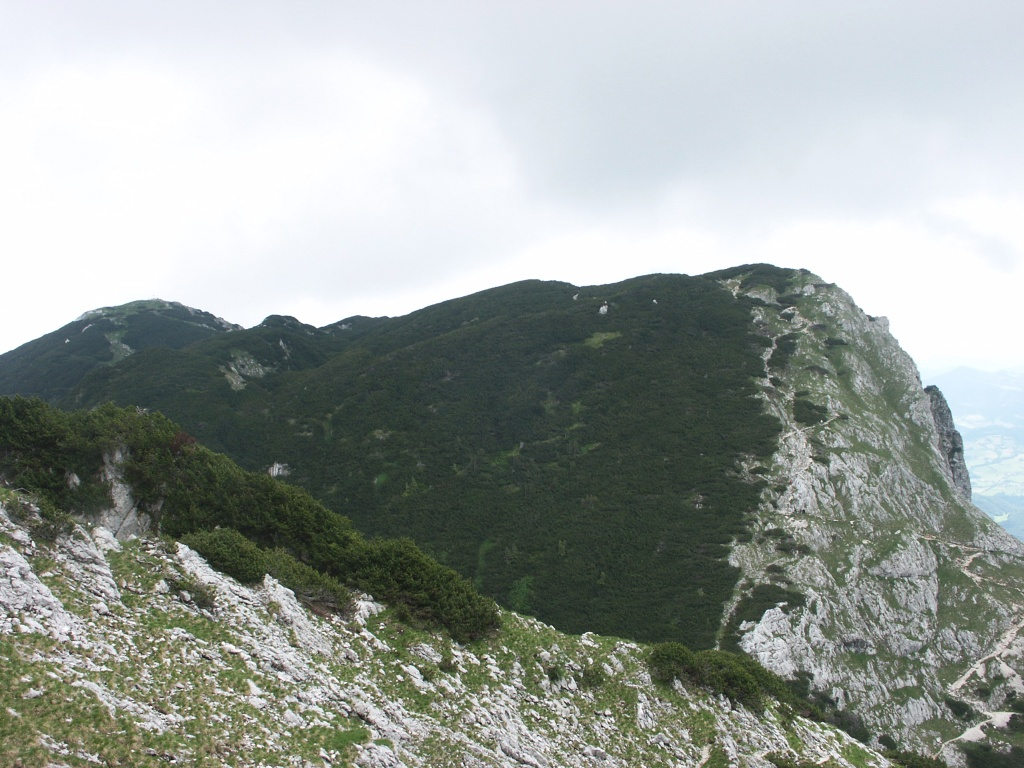
Blick über die Mittagscharte und die mit Bergkiefern (Latschen) bewachsene Hochfläche, links im Hintergrund der gebankte Kalkstock des Salzburger Hochthrons

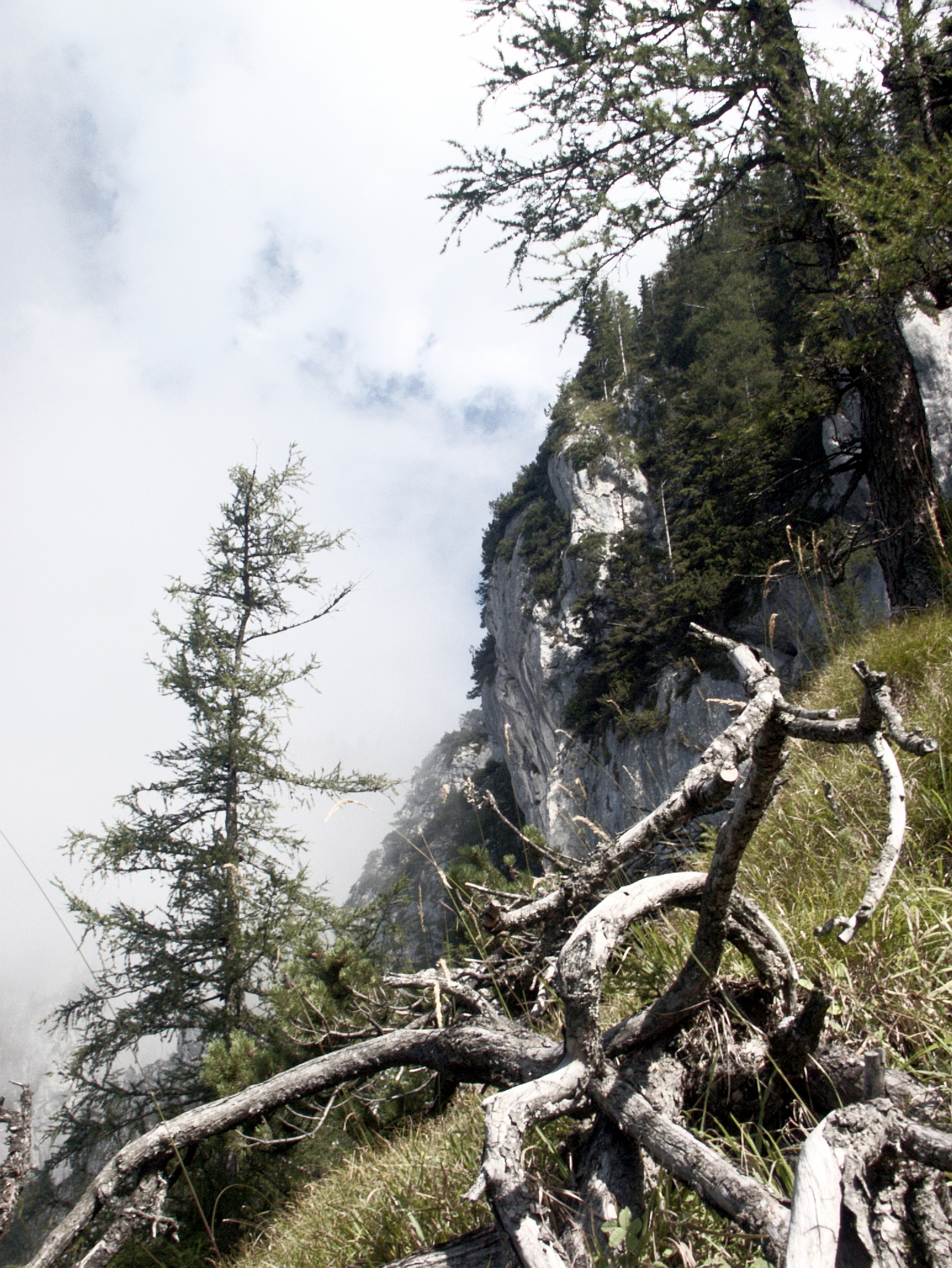
Teil der Ostseite des Untersbergs vom oberen Teil des Nierntals fotografiert

Von österreichischer Seite her ist der Untersberg über folgende Routen zu besteigen:
- von Großgmain (650 m) zu den verfallenen Vierkaser-Almen (1590 m). Übergänge: Über Ochsenkopf (1780 m), Mitterberg (1840 m) entweder nach Süden zum Berchtesgadener Hochthron (1972 m) und zum Stöhrhaus (1850 m) oder nach Norden über das Rauheck (1846 m) zum Salzburger Hochthron (über die Mittagscharte) oder zur Toni-Lenz-Hütte. Über Hischangerkopf (1668 m) zu den Zehnkaser (1550 m). Zur Klingeralm (1522 m).
- zwischen Großgmain und Fürstenbrunn führt ein Weg über die Klingeralm (1526 m) zum Vierkaser. Dieser markierte Weg wurde durch den Bau einer breiten Forststraße im Landschaftsschutzgebiet bis auf 1100 m ü. NN im Jahr 2007 zerstört und war zeitweise nicht begehbar. Der Wanderweg ist wiederhergestellt.
- weiter Richtung Fürstenbrunn führt der Weg 461 (Weinsteig) über die Schweigmühlalm, beim Kühstein (1396 m), über den Großen Eiskeller zur Mittagscharte bzw. direkt zum Salzburger Hochthron. Dieser Weg verläuft teilweise entlang der Skiabfahrt nach Fürstenbrunn.
- von Glanegg über die Wege 417 (den 1889 eröffneten Reitsteig, vorbei am Bierfasslkopf (1393 m)) oder 460 (den Dopplersteig durchs Rosittental, mit Abzweigung zu dem zur Toni-Lenz-Hütte führenden Weg 462) über das Zeppezauerhaus (1668 m) zum Geiereck (1805 m) mit Bergstation der Untersbergseilbahn.

Auf bayerischer Seite gibt es folgende Routen:
- Von Bischofswiesen-Winkl am Scheibelkopf vorbei, über den Reisenkaser zum Stöhrhaus (1850 m) und weiter auf den Berchtesgadener Hochthron (1972 m).
- von Bischofswiesen-Hallthurm zum Zehnkaser. Von dort zum Stöhrhaus oder Übergang zum Vierkaser.
- von Bischofswiesen-Hallthurm über Fadererschneid zum Vierkaser (nicht ausgeschildert).
- von Bischofswiesen zum Leiterl (entweder über Raunenkopf oder Stöhrweg) und von dort aus weiter zum Stöhrhaus.
- von der Marktschellenberger Wehranlage Paßthurm über den Weg 463, auch Eishöhlenweg oder Krei-Seppi-Steig, zur Toni-Lenz-Hütte.
- von Marktschellenberg-Hangendenstein nahe der Staatsgrenze am Weißbach entlang zur verfallenen Kienbergalm. Dort nach rechts abzweigend gelangt man am Kienbergsteig über Kienbergkopf (998 m) und das 1935 eingestürzte Felsentor Drachenloch (1247 m) zum Schellenberger Sattel (1433 m), der eine gute Aussicht nach Nord und Süd bietet. Der Weg ist nicht markiert und stellenweise ausgesetzt. Weiter geht es auf dem Weg 460 zum Geiereck. Die Verbindung vom Schellenberger Sattel zur Toni-Lenz-Hütte (Christian-Doppler-Steig) ist von Erosion und Steinschlag betroffen.
- Zahlreiche Klettertouren, ob alte Klassiker oder moderne Sportkletterrouten, führen durch die markanten Südabstürze des Salzburger (1853 m) und Berchtesgadener Hochthrons (1972 m).
- Seit Sommer 2007 befindet sich am Berchtesgadener Hochthron ein neu errichteter Klettersteig. Der Berchtesgadener Hochthronsteig hat eine Wandhöhe von ca. 400 m. Der Schwierigkeitsgrad beträgt C/D. Der Ausstieg des Klettersteigs endet am Hochthrongipfel. Dieser ist nur einige Minuten vom Stöhrhaus entfernt.[22]

### Hütten
- Stöhrhaus (1895 m) etwas unterhalb des Berchtesgadener Hochthrons
- Toni-Lenz-Hütte (1550 m) bei der Schellenberger Eishöhle, Eigentum des Höhlenvereins
- Zeppezauerhaus (1663 m), etwas unterhalb des Salzburger Hochthrons
- Hochalm, etwas oberhalb der Bergstation der Untersbergbahn

Daneben existieren noch einige im Sommer bewirtschaftete private Hütten und Almen. 1915 befand sich 50 Meter unterhalb des Geierecks die Dopplerhütte der Sektion Salzburg.

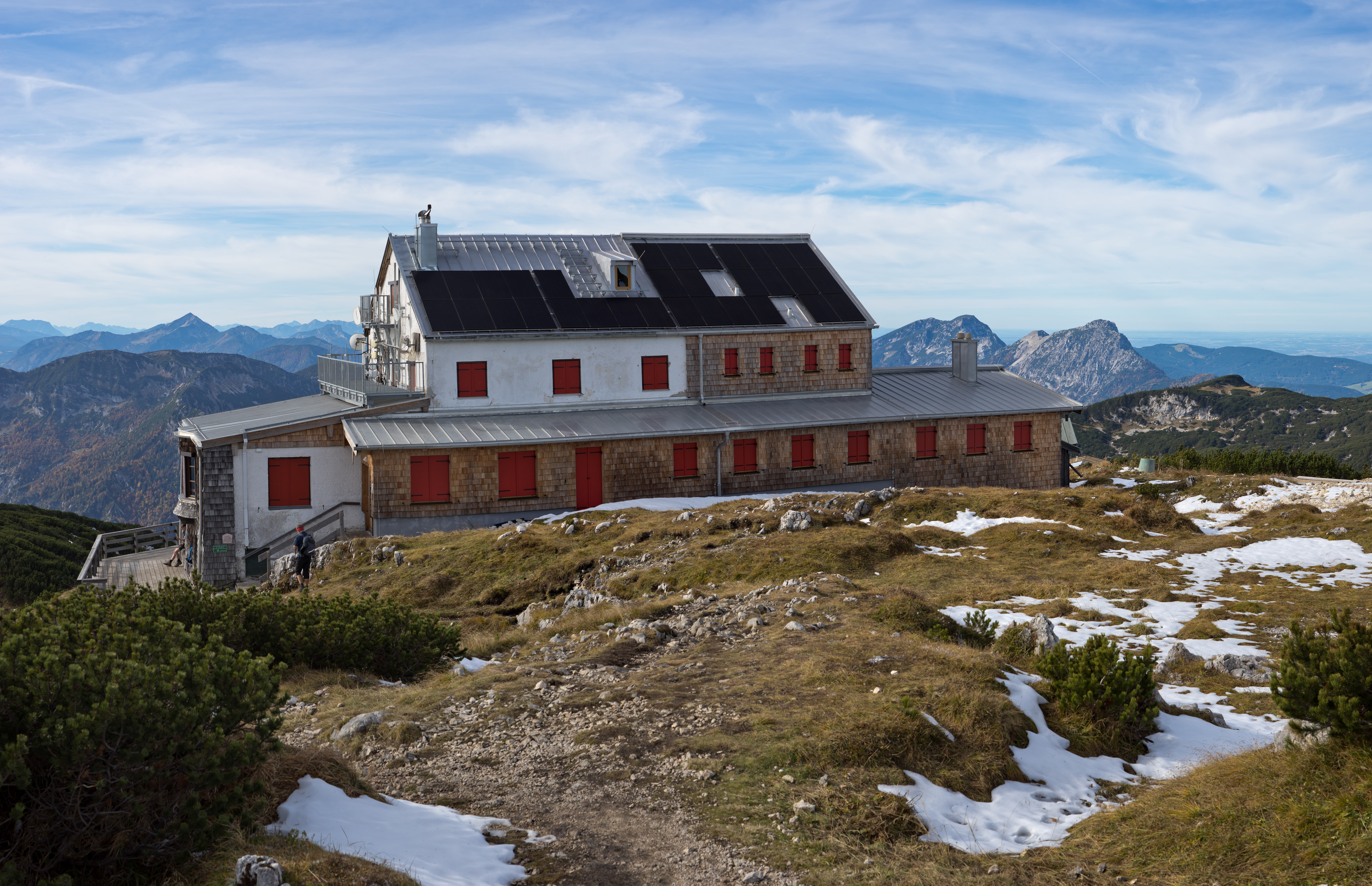
Stöhrhaus
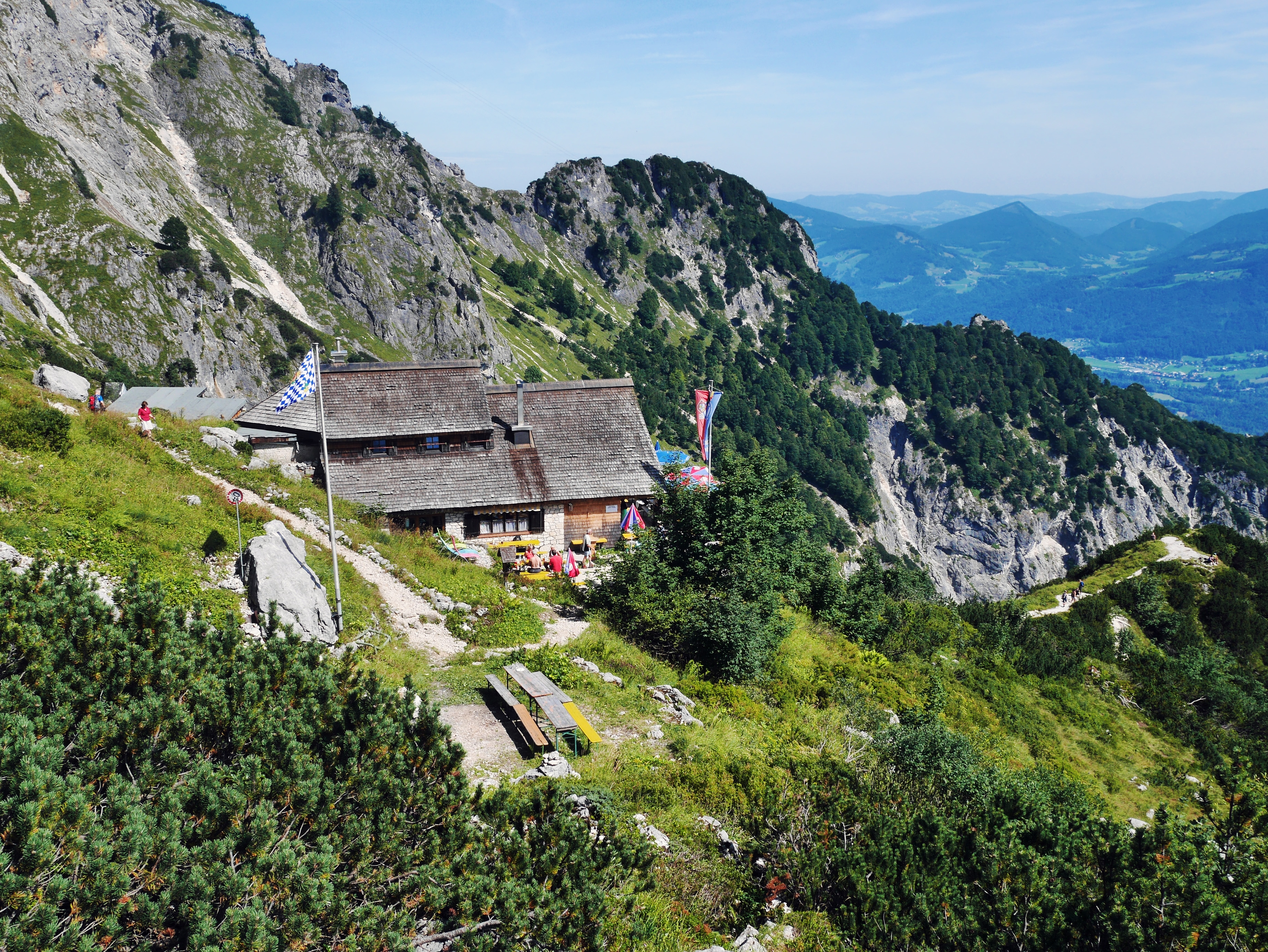
Toni-Lenz-Hütte
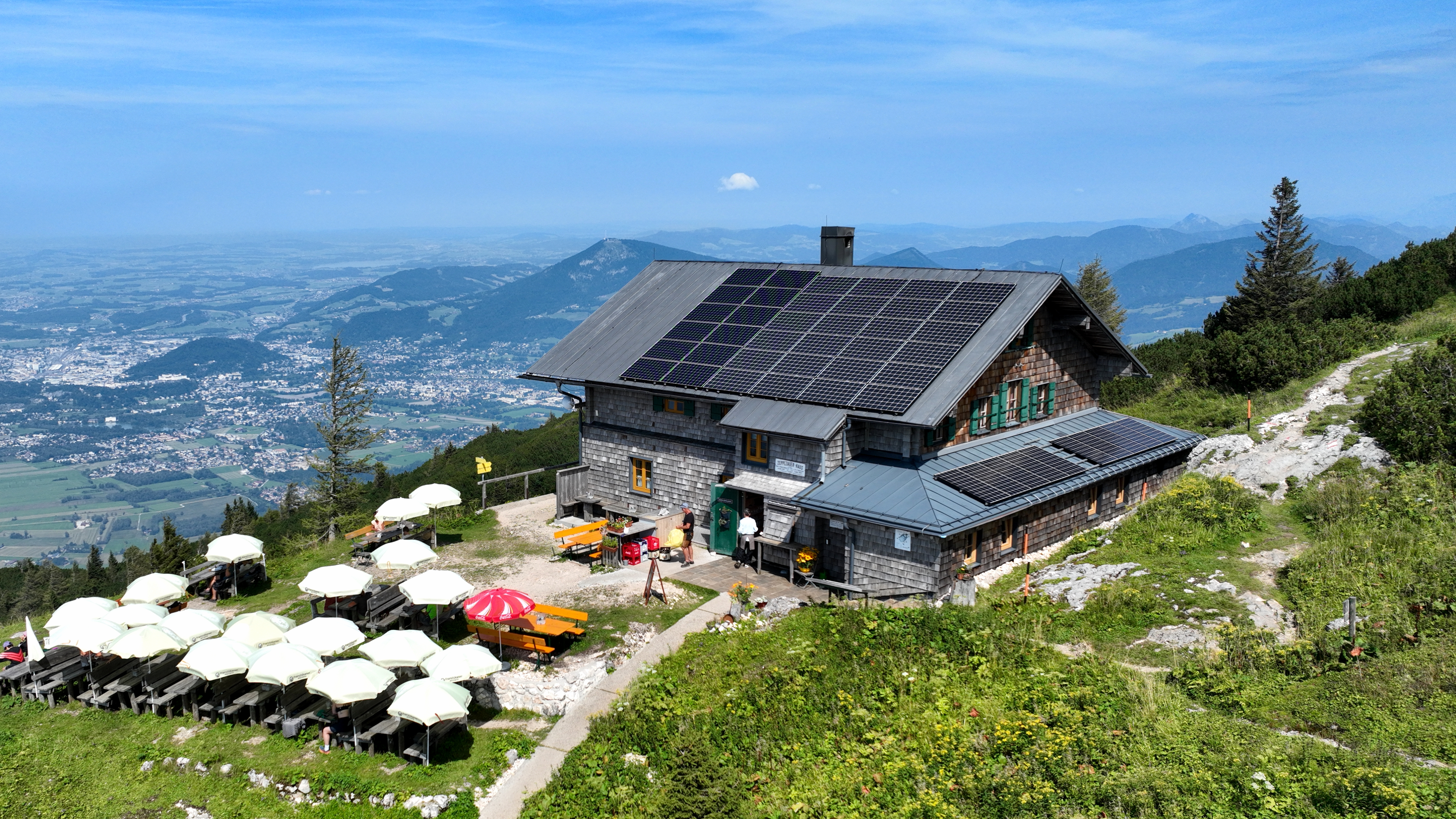
Zeppezauerhaus

### Untersbergbahn
Von St. Leonhard (Gemeinde Grödig), auf Salzburger Seite, führt auf den Salzburger Hochthron eine Luftseilbahn, die Untersbergbahn (UBB). Sie wurde im Jahr 1961 in Betrieb gestellt, ist eine im Pendelverkehr betriebene Zweiseilbahn und überwindet 1320 m Höhenunterschied. Die Talstation liegt im Ort St. Leonhard auf 456 m, die Bergstation auf 1776 m, oberhalb des Zeppezauerhauses, im Gipfelbereich des Geierecks. Das Hauptspannfeld zur Stütze I an der östlich vorgelagerten Leonhardspitze (1132 m) überspannt 1548 m, der maximale Abstand zum Boden beträgt 286 m – jeweils für den Alpenraum beachtlich hohe Werte. Jede der 2 Gondeln fasst 50 Personen, die Fahrzeit beträgt etwa zehn Minuten, gefahren wird im Halbstundentakt.
Beim Tausch der Gondeln gegen neue stürzte ein Bauarbeiter am 25. Oktober 2017 von der niedrigeren Stütze 2, verletzte sich und wurde per Hubschrauber mit dem Tau geborgen. Am 15. Dezember 2018 wurden die neuen Gondeln in Betrieb genommen.
Die Bahn läuft im Sommer- und Winterbetrieb und ist mit dem Panoramablick am Hochthron in die Alpen und das Alpenvorland ein gut besuchtes Ausflugsziel der Region Salzburg-Berchtesgadener Land. Im Winter steht eine 8,5 km lange halbalpine, aber präparierte Skiabfahrt zur Verfügung, die nach Fürstenbrunn am Nordfuß führt, von dort verkehren Pendelbusse zur Talstation.
- Talstation: St. Leonhard (47,72565° N, 13,04208° O)
- Bergstation: Unterberg (47,72291° N, 13,0089° O)

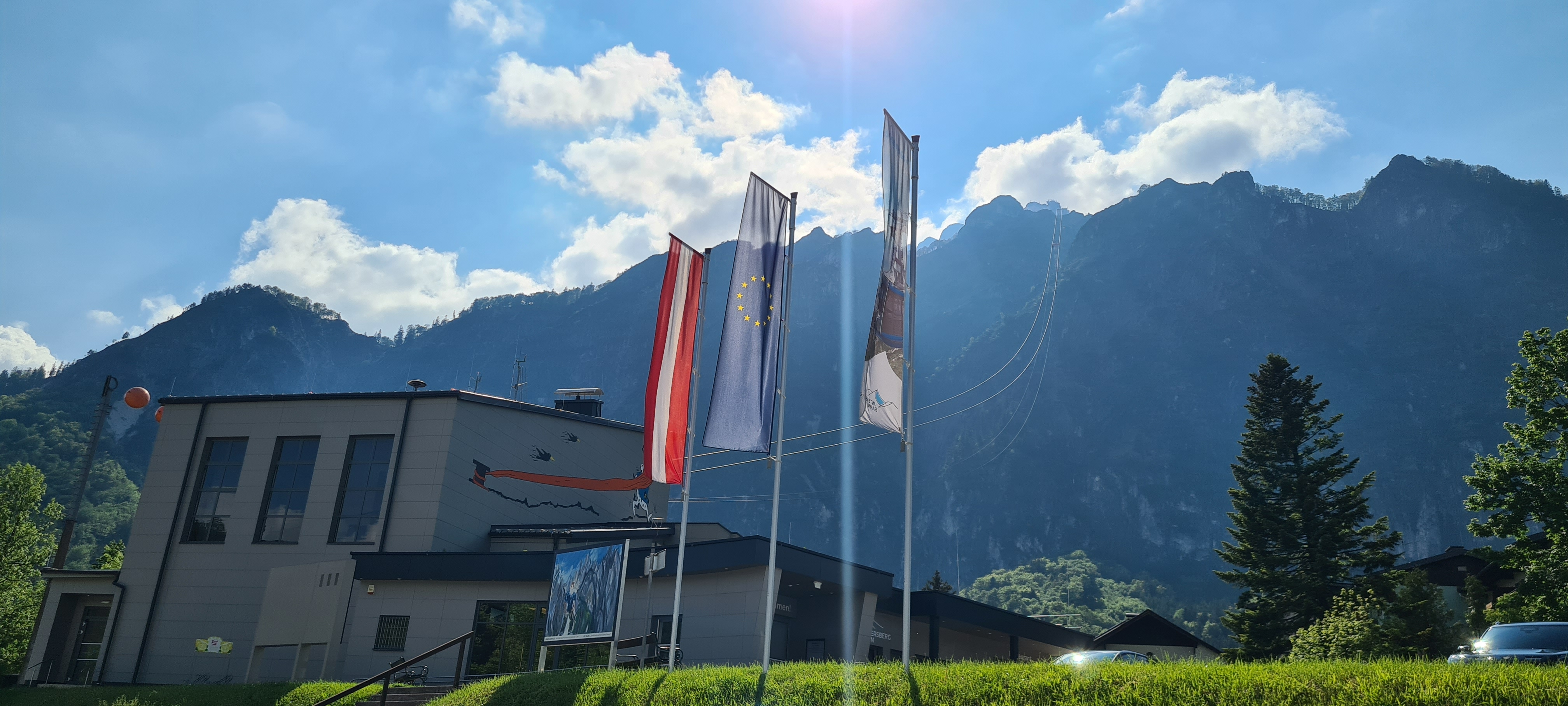
Talstation Untersbergbahn
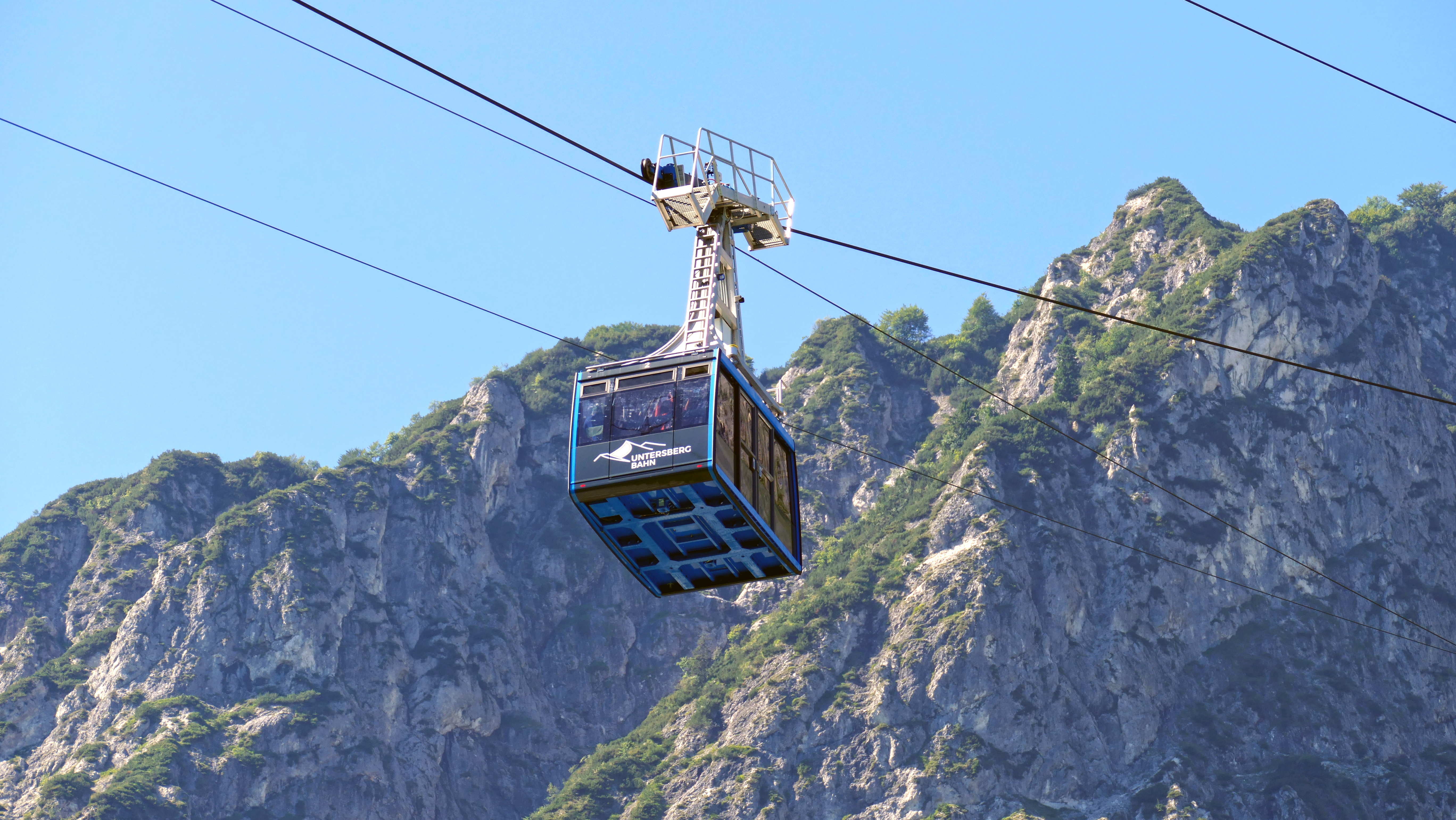
Eine der zwei neuen Carvatech-Gondeln
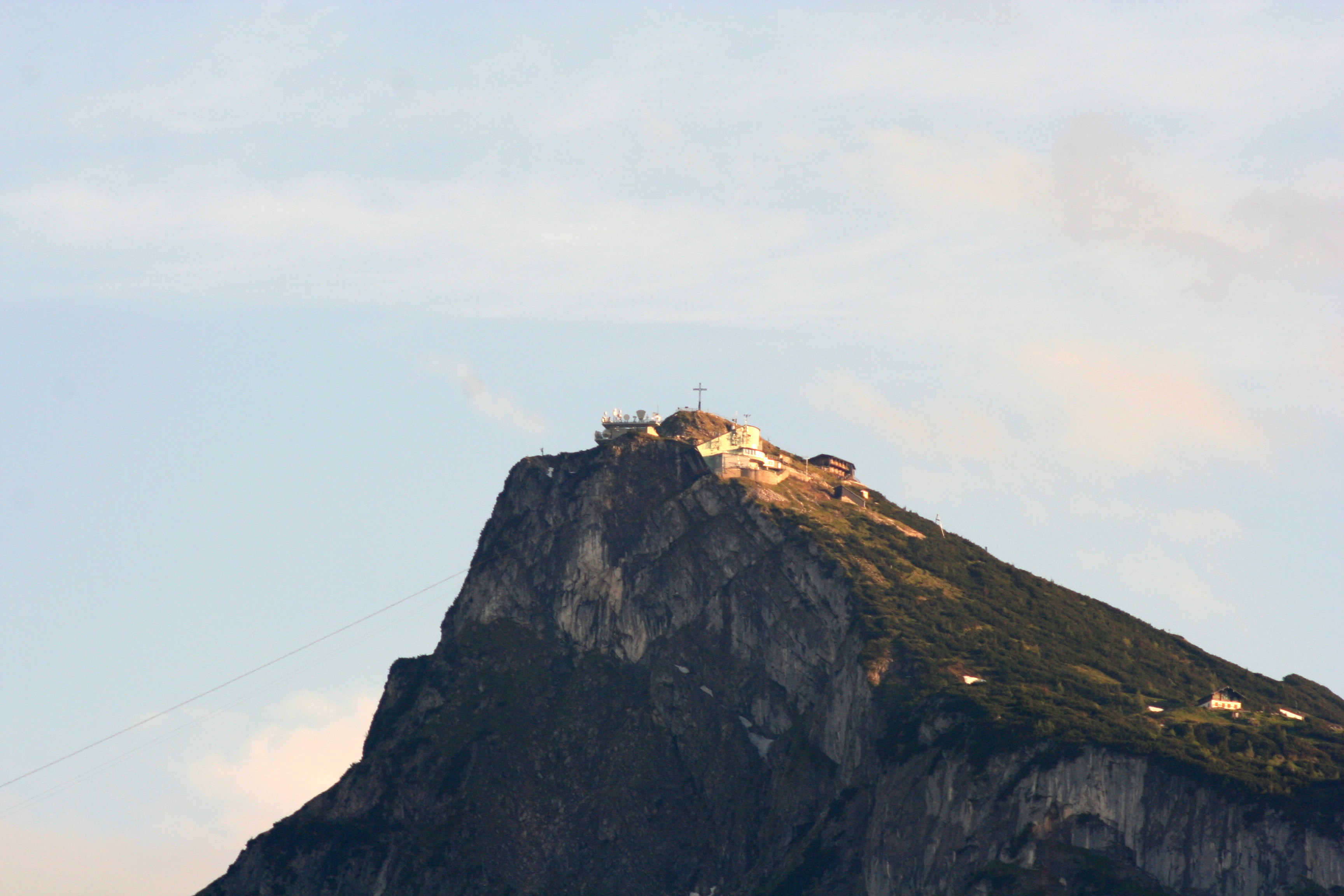
Gipfelstation der Untersbergseilbahn und Sendeanlage am Geiereck, rechts am Grat das Zeppezauerhaus

### Museen und andere Einrichtungen
Am Nordfuß bei Großgmain, in Hanglage, befindet sich das Salzburger Freilichtmuseum, eines der bedeutendsten Bauernhofmuseen des Ostalpenraums. Auf einem vorgelagerten Hügel bei Fürstenbrunn steht das Schloss Glanegg.
Zwischen Fürstenbrunn und Grödig befindet sich der Steinbruch des Untersberger Marmors, der seit der Römerzeit genutzt wurde, etwa im Besonderen auch zur Ausgestaltung der barocken Prachtbauten der Erzbischofsstadt Salzburg, wo sich das Material allerorten verbaut findet, aber auch bis Ungarn und Mitteldeutschland. Unterhalb des Steinbruchs ist heute ein kleines Museum, das Untersbergmuseum, mit einer Kugelmühle eingerichtet.
Am Geiereck wurde 1970 der Sender Untersberg errichtet, der den ganzen salzburgisch-bayerischen Grenzraum bedient (vom Bayerischen Rundfunk betrieben).
Am Nordfuß befindet sich auch der Schießplatz Glanegg des österreichischen Bundesheeres.

## Mythen

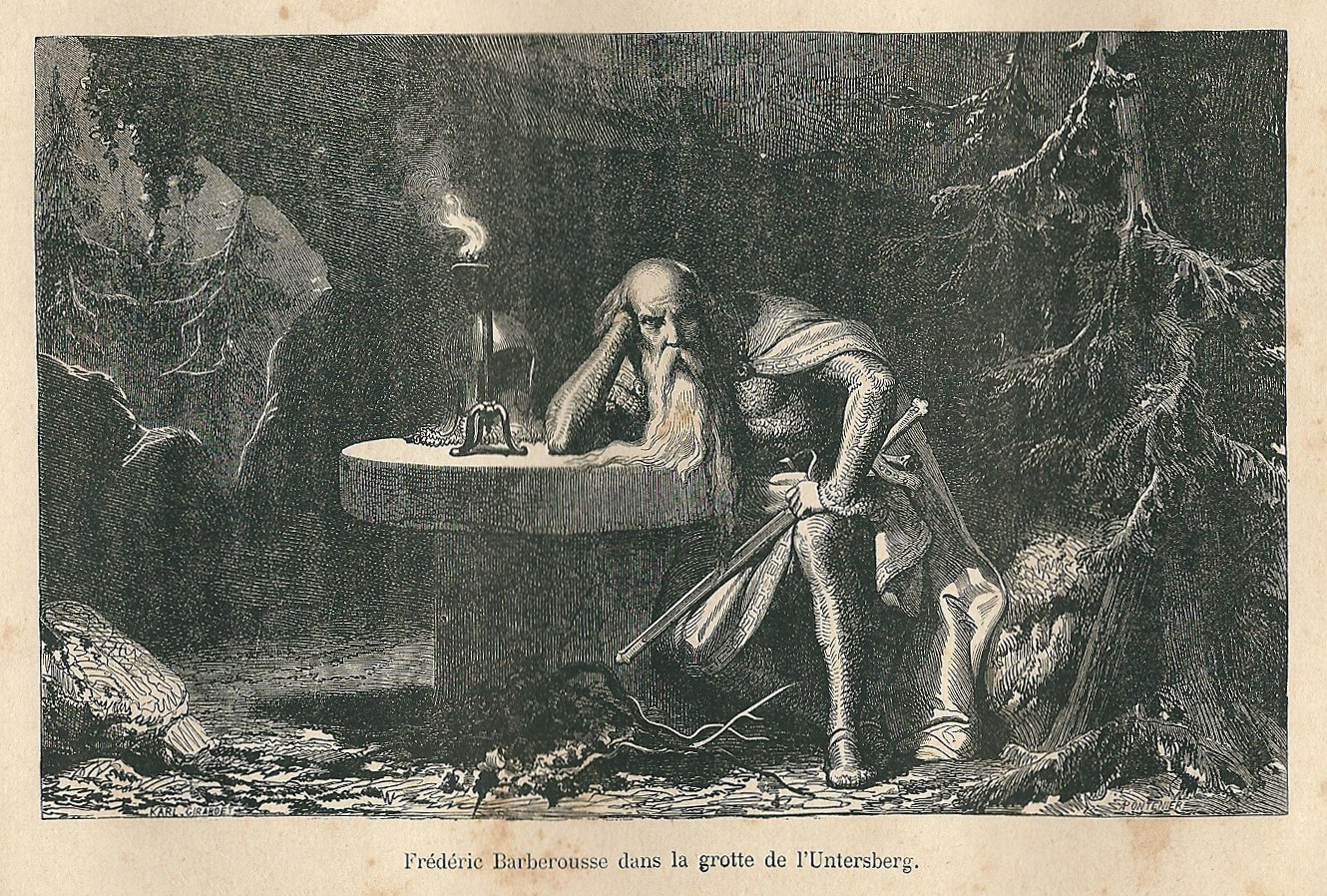
Friedrich Barbarossa im Untersberg, Stich aus dem 19. Jahrhundert von Karl Girardet

Zahlreiche Mythen und Sagen der Bergentrückung ranken sich um den Untersberg. Eine davon besagt, dass Kaiser Karl der Große im Untersberg auf seine Auferstehung wartet; alle hundert Jahre wacht er auf, und wenn er sieht, dass immer noch die Raben um den Berg fliegen, dann schläft er ein weiteres Jahrhundert. So lange wird der Kaiser von den „Untersberger Mandln“ umsorgt. Bei ihnen handelt es sich um zwergenähnliche Gestalten, die dem Kaiser treu ergeben sind. In einer anderen Version der Sage handelt es sich um Friedrich Barbarossa, der in dem Berg bis zu seiner Auferstehung schläft. Sein Bart wächst um einen runden Tisch. Bis jetzt reicht er zweimal herum. Doch wenn er die dritte Runde beendet hat, beginnt das Ende der Welt. Und es heißt, nach ihm solle kein guter Kaiser mehr kommen. Die Fassung mit Kaiser Friedrich wird auch vom Kyffhäuser erzählt, einem waldreichen Bergrücken südlich des Harzes in Thüringen, auf dem das Kyffhäuserdenkmal steht. Eine andere Variante besagt, dass der Kaiser solange schlafen muss, solange Raben um den Untersberg fliegen. Mehrere Elemente dieser Sagen verweisen auf die germanische Mythologie um Wodan.
Wenn der Kaiser erwacht und den Untersberg verlässt – so manche Varianten –, findet die letzte große Schlacht der Menschheit auf dem Walserfeld statt. Die inhaltlich, zeitlich und lokal unterschiedlich auftretenden Versionen der Sage haben offensichtlich alle ihren Ursprung im lange vorherrschenden Volksglauben an die Rückkehr eines Friedenskaisers. Eine verwandte Sage besagt, dass an einen vertrockneten Birnbaum, dem sogenannten Walser Birnbaum, auf dem Walserfeld der Kurfürst von Bayern zur letzten Schlacht seinen Wappenschild hängen wird.
Ein anderer Mythos ist die Wilde Jagd vom Untersberg (Das Wilde Gjoad), die wohl ursprünglich auf den Untersberg als Wetterzeiger in seiner exponierten Lage am Alpenrand Bezug nimmt. Diese ist in das Perchtenbrauchtum der Rauhnächte um Weihnachten eingegangen und wurde seit den 1980er-Jahren als Volkstradition wiederbelebt. Zu ihren typischen Gestalten gehören Vorpercht, der Tod, der Rabe, Moosweiberl, Baumpercht, Hahnengickerl, der Riese Abfalter, der Bär und der Bärentreiber, die Hexe, die Habergeiß und der Saurüssel. Verwandt mit der Wilden Jagd ist die Erzählung vom Drachenloch beim Schellenbergsattel, ein zweites, ein altes Bergwerk, befindet sich in St. Leonhard. Solche vorgeblichen „Drachen-“ oder „Teufelslöcher“ finden sich in den Kalkkarststöcken häufiger.
Mehrfach findet sich auch der Topos, dass jemand den Eingang in des Untersberg-Kaisers Zwergenreich findet, mit den typischen Motiven, dass er reich beschenkt wird, oder aber auch, dass bei einem kurzen Besuch in der irdischen Welt endlose Jahre vergangen sind (Feenland-Topos).
Wesentliche Teile der heute bekannten ausgedehnten Untersberger Sagenwelt werden in der Lazarusgeschichte erstmals greifbar. Die Erzählung der wundersamen Erlebnisse des Reichenhaller Stadtschreibergehilfen Lazarus Gitschner (in späteren Ausgaben auch Lazarus Aigner genannt) wurde wahrscheinlich von einem Geistlichen des Augustiner-Chorherrenstifts St. Zeno bei Reichenhall um 1558 verfasst. Einzelne Erzählmotive hat dieser von der Vision der Mechthild von Magdeburg (aufgezeichnet im 13. Jahrhundert) und aus der geheimen Offenbarung des Evangelisten Johannes (Offb 6,15 ) verwendet. Zum Vorbild hat der Verfasser sich auch das 24. Kapitel (Weltuntergangskapitel) des Matthäus-Evangeliums genommen (Mt 24,32-33 ). Auf diese Vorbilder gehen die Entrückung ins Innere eines Berges, der Kaiser im Untersberg sowie der Birnbaum und die Endschlacht auf dem Walserfeld zurück. Diese Motive wurden vom Verfasser mit älteren Sagenmotiven vermischt und in seine Umgebung (unter anderem den Untersberg) verlegt. So sind mit dem Kaiser Karl im Untersberg Karl V. (1519–1556), mit Kaiser Friedrich ursprünglich Friedrich III. (1440–1493) oder später – je nach Entstehungszeitpunkt der unterschiedlichen Sagenversionen – entweder Friedrich I., genannt Barbarossa oder Friedrich II. gemeint. Der unbekannte Verfasser schuf mit der Lazarusgeschichte eine zu seiner Zeit aktuelle Apokalypse, die als typisch für die Endzeitstimmung in der Reformationszeit angesehen werden kann.

## Sonstiges

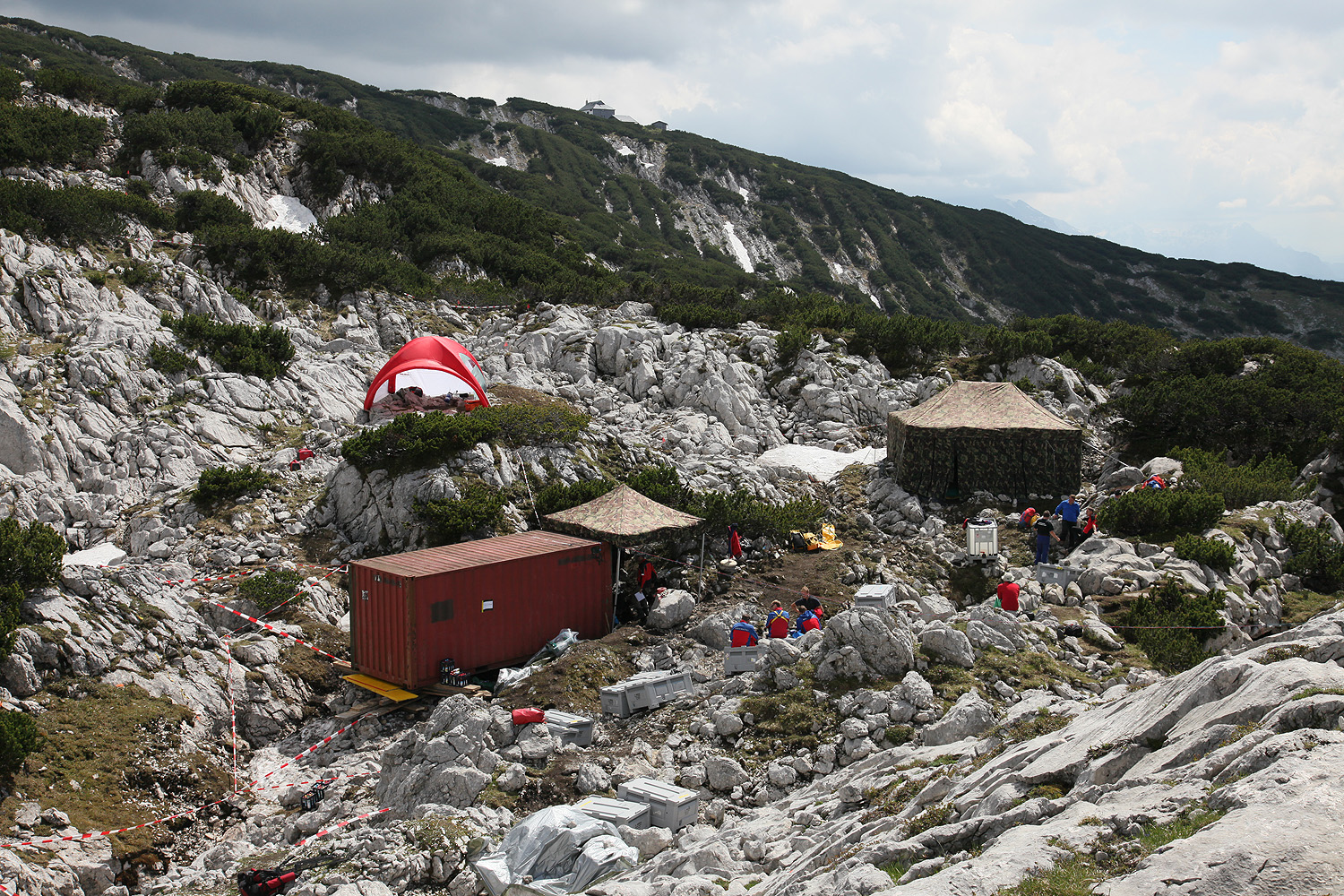
Zeltstadt bei der Rettungsaktion in der Riesending-Schachthöhle

Im Juni 2014 verunglückte der Höhlenforscher Johann Westhauser in der Riesending-Schachthöhle. Der internationale Rettungseinsatz gehört zu den aufwändigsten und medial meist beachteten in der Geschichte der Bergrettung. Eine der beteiligten Höhlenretterinnen, Sabine Zimmerebner, verunglückte gut ein Jahr später in einem namenlosen Schacht nahe der Schweigmühlalm tödlich.

## Bildergalerie

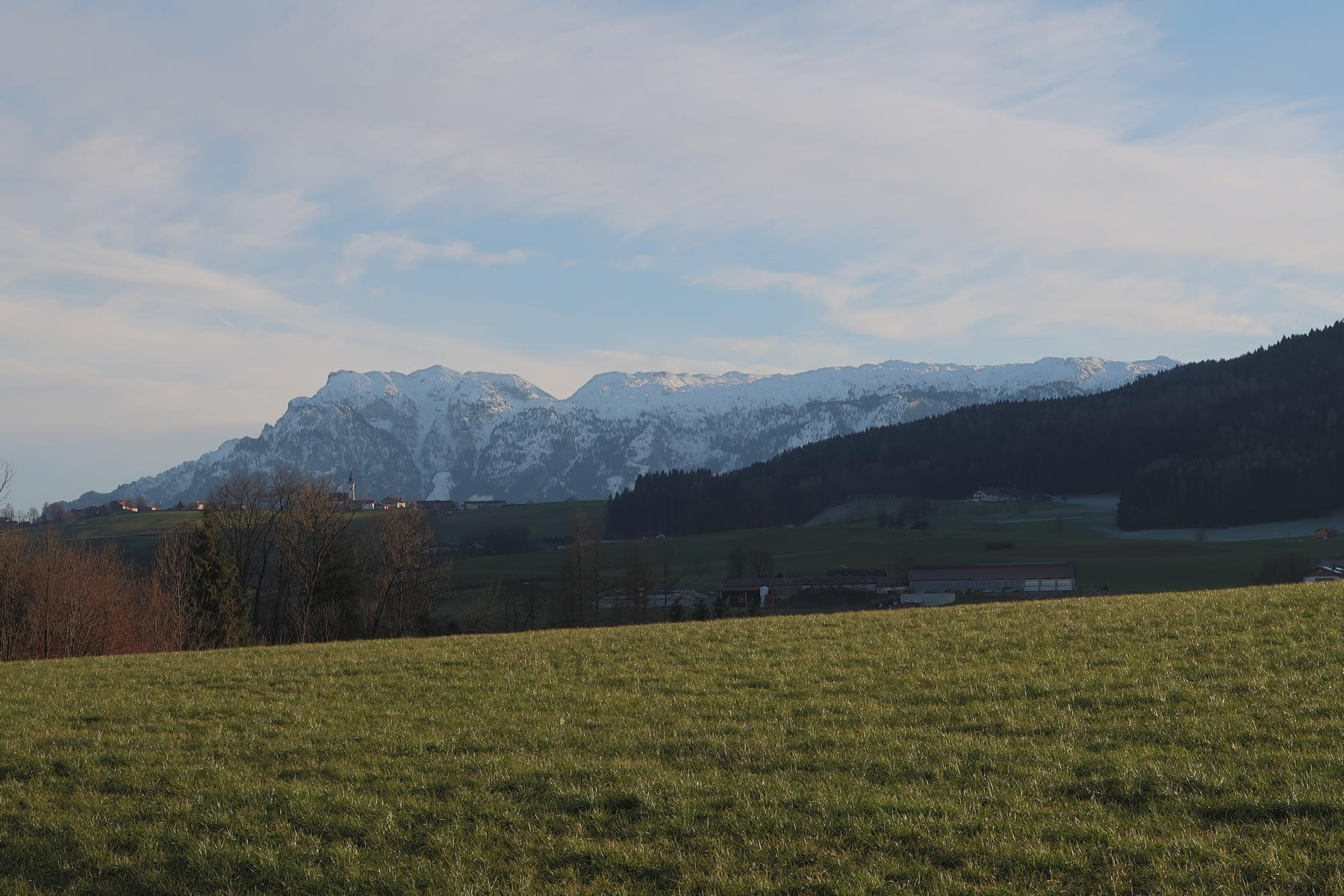
Untersberg von Nordwesten gesehen, mit gut sichtbarer Mittagsscharte
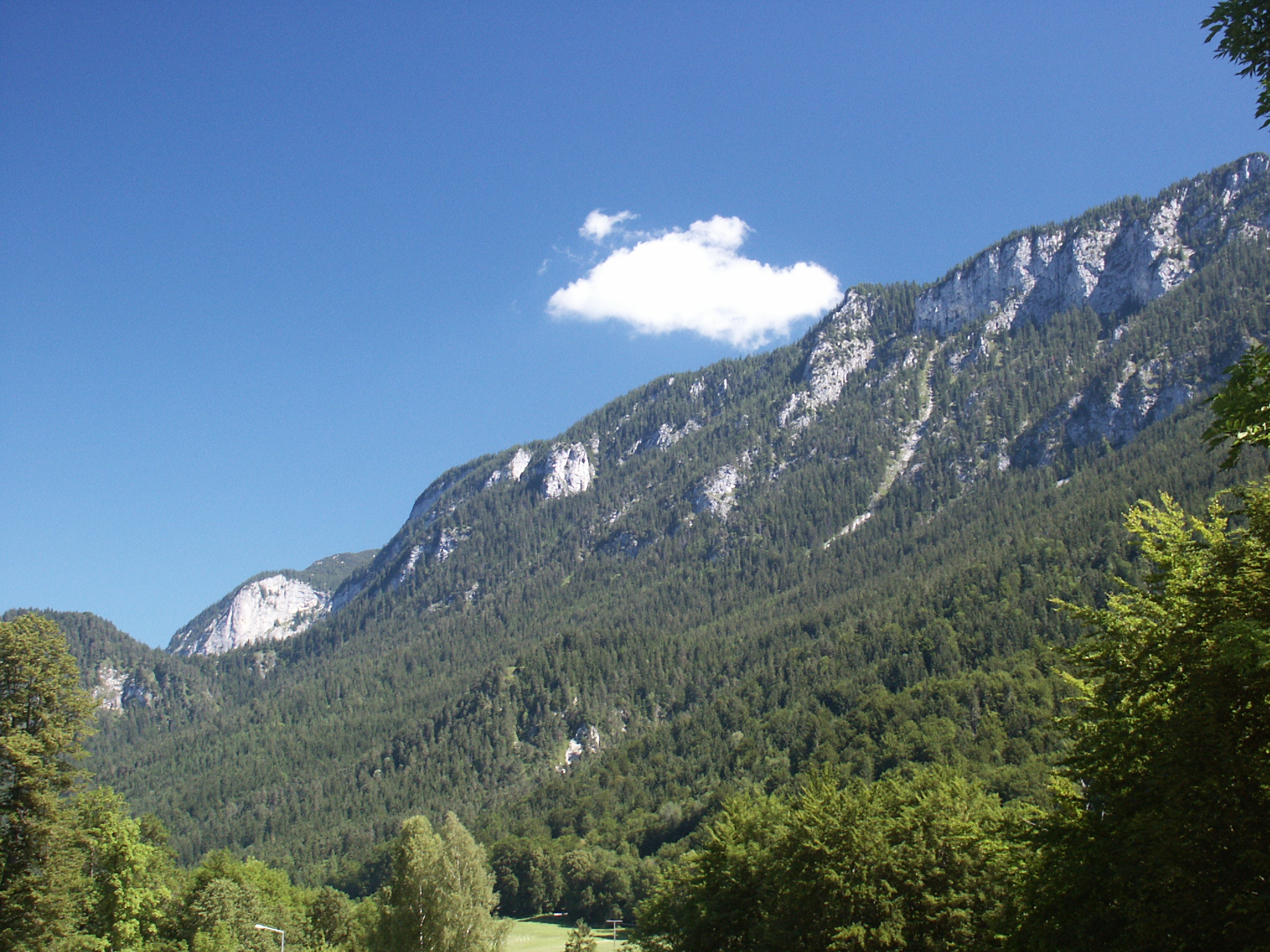
(Süd-)Westseite des Untersbergs von Bischofswiesen gesehen
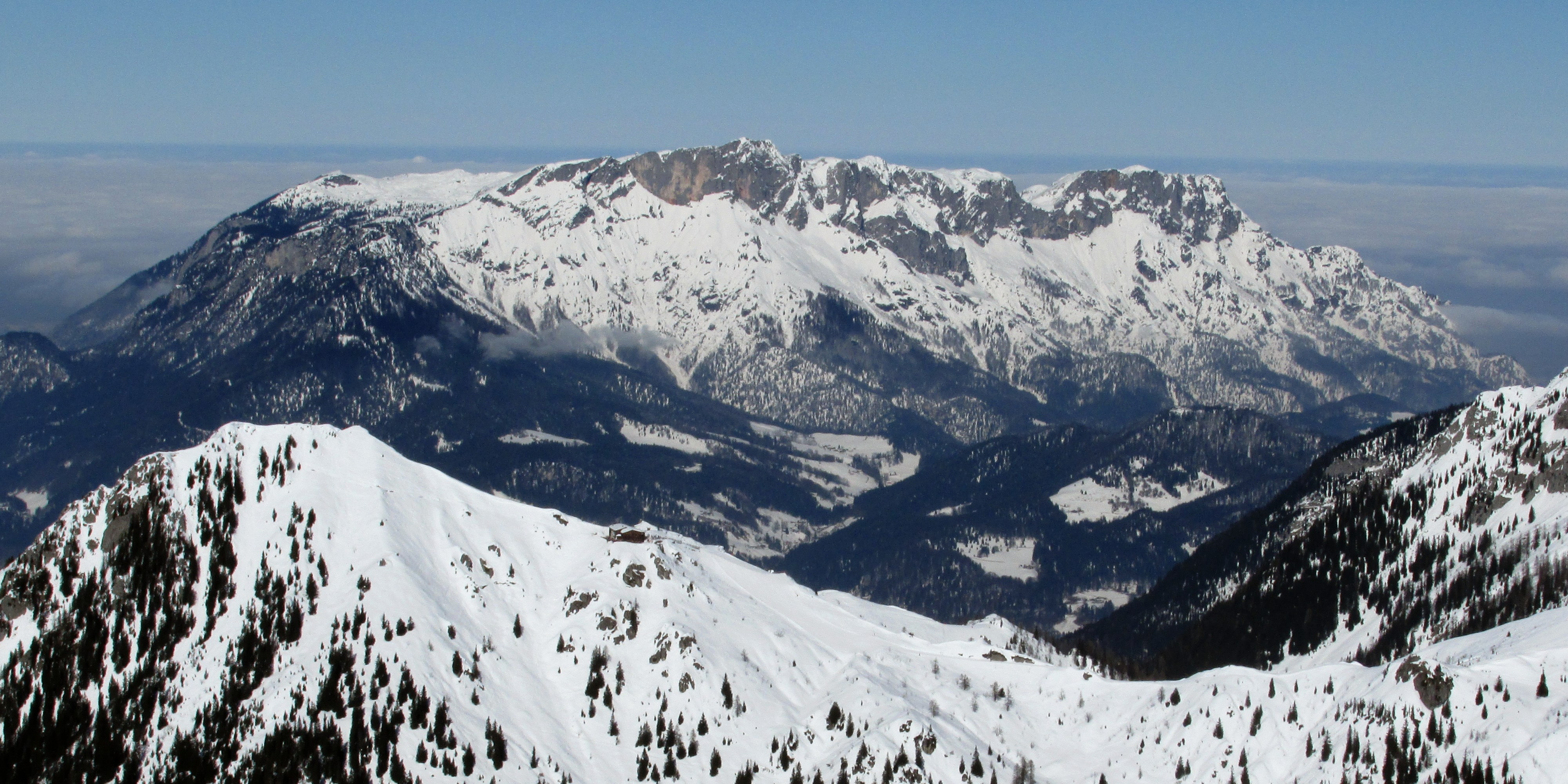
Südseite des Untersbergmassivs, gesehen vom Fagstein
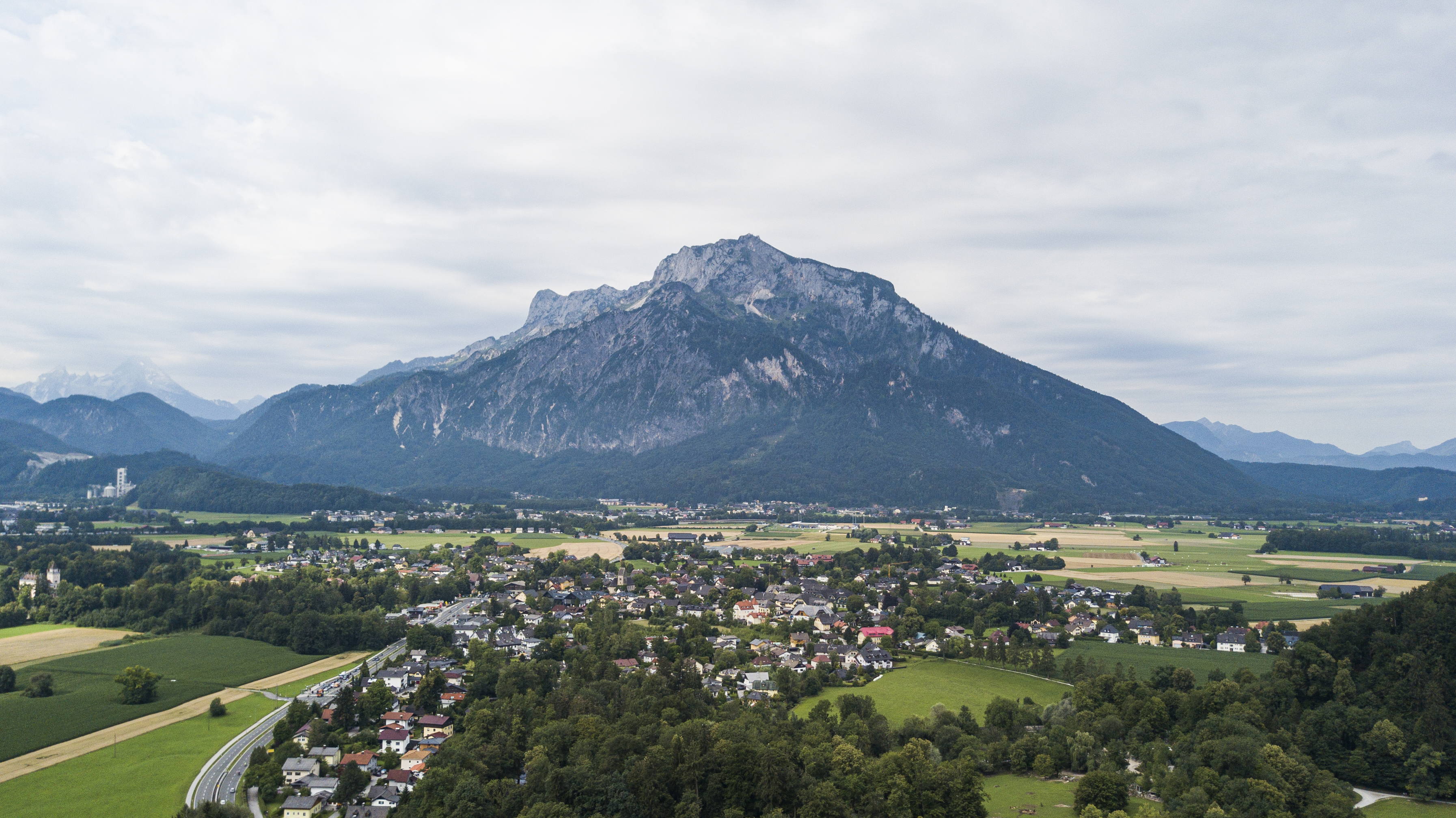
Untersberg, gesehen von Elsbethen